# Khaleej Cars
Khaleej Cars Limited ist ein britisches Unternehmen im Bereich Automobile und ehemaliger Automobilhersteller.

## Unternehmensgeschichte
Roger Whalley gründete 1998 das Unternehmen in Lavant bei Chichester in der Grafschaft West Sussex. Er begann mit der Produktion von Automobilen und Kits. Der Markenname lautete Khaleej. Der Verkauf von Komplettfahrzeugen sollte auch nach Arabien erfolgen. 2001 endete die Produktion. Insgesamt entstanden drei Exemplare. Als Autohandel ist das Unternehmen noch aktiv.

## Fahrzeuge
Das wichtigste Modell war der Scarab Runabout. Dies war ein Fahrzeug im Stil des Mini Moke. Die Basis bildete der Ford Ka.
Die Modelle Buddy, eine Version für Lieferzwecke, und der besser ausgestattete Surf blieben im Prototypenstadium stecken.